# Alfred-Édouard Billioray
Alfred-Édouard Billioray (Napoli, 1841 – Numea, 1876) è stato un pittore e attivista francese.
Fu una personalità della Comune di Parigi.

## Biografia
Pittore allievo di Rosa Bonheur, durante l'assedio di Parigi del 1870 si arruolò nella Guardia nazionale e fece parte del Consiglio di vigilanza del XIV arrondissement. Il 26 marzo 1871 fu eletto al Consiglio della Comune e fece parte della Commissione servizi e poi della Commissione finanze.
Il 1º maggio votò a favore della costituzione del Comitato di Salute pubblica e ne fece parte dall'11 maggio. Arrestato durante la Settimana di sangue, fu condannato alla deportazione in Nuova Caledonia ma, per le sue gravi condizioni di salute, fu lasciato in carcere. Riuscì a evadere nel marzo del 1875 ma fu ripreso e inviato nella colonia, dove morì poco dopo.